# Ammocharis
Ammocharis là chi thực vật có hoa trong họ Amaryllidaceae.

## Các loài
- Ammocharis angolensis (Baker) Milne-Redh. & Schweick. Uganda tới Angola
- Ammocharis baumii (Harms) Milne-Redh. & Schweick. Nhiệt đới châu Phi tới Namibia
- Ammocharis coranica (Ker Gawl.) Herb. Từ Zimbabwe tới Nam Phi.
- Ammocharis deserticola Snijman & Kolberg[4] Namibia
- Ammocharis herrei Leight. (đồng nghĩa: Cybistetes herrei, có thể là đồng nghĩa của Ammocharis longifolia?[5])
- Ammocharis longifolia (L.) Herb. Nam Namibia và tây tỉnh Cape.[6]
- Ammocharis nerinoides (Baker) Lehmiller[7] Namibia
- Ammocharis tinneana (Kotschy & Peyr.) Milne-Redh. & Schweick. Từ Sudan tới Namibia.

## Hình ảnh

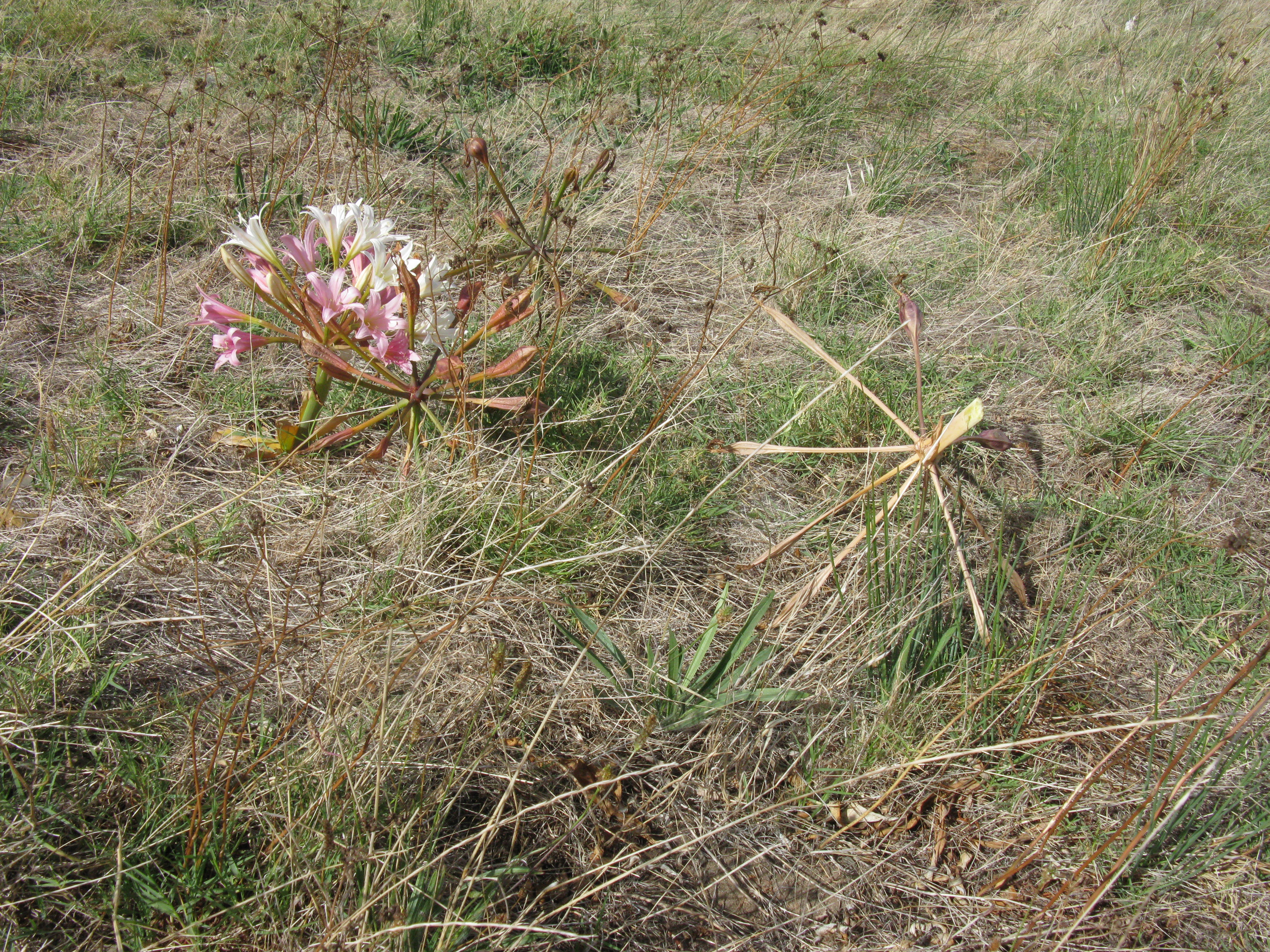
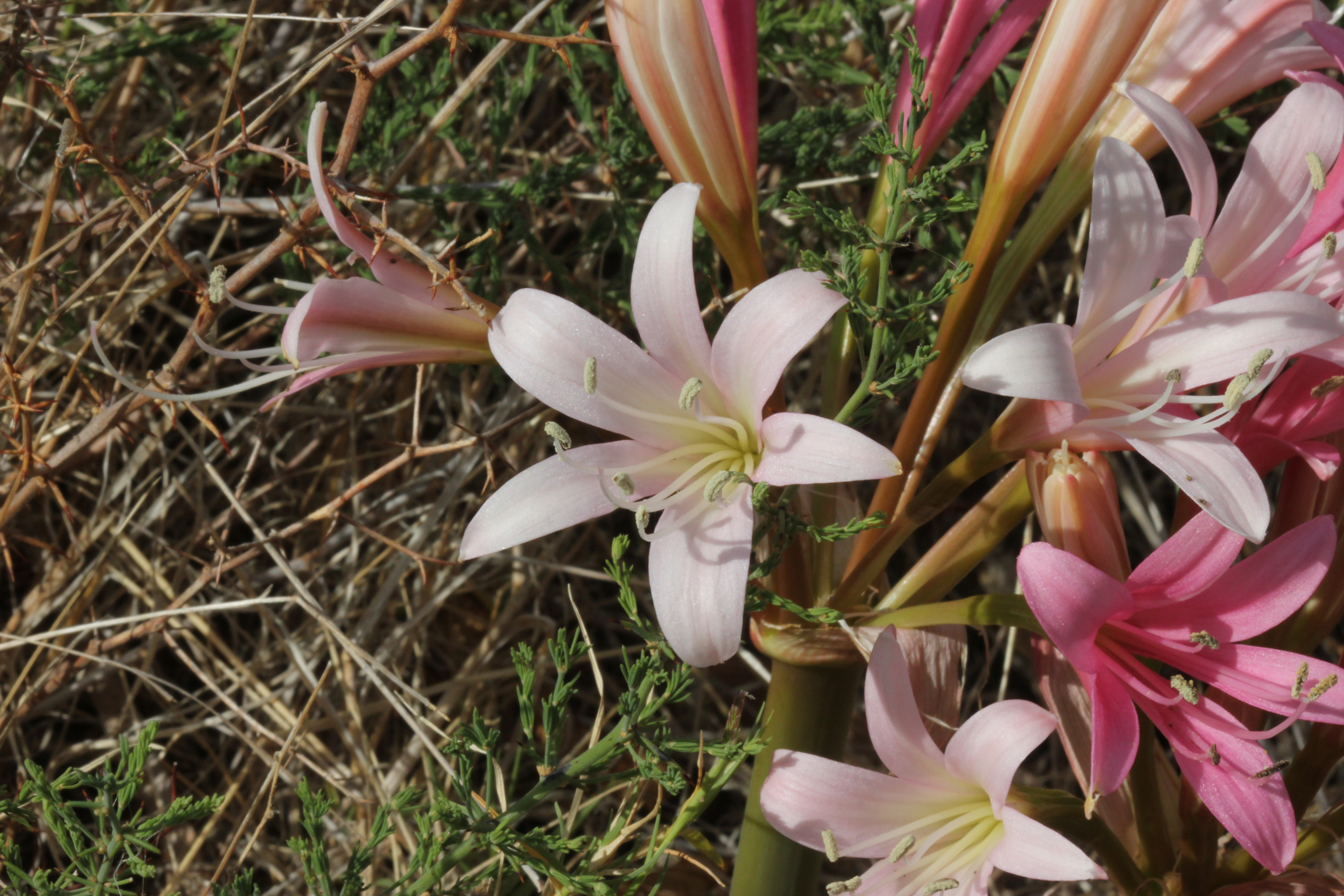